# Minas de Cala

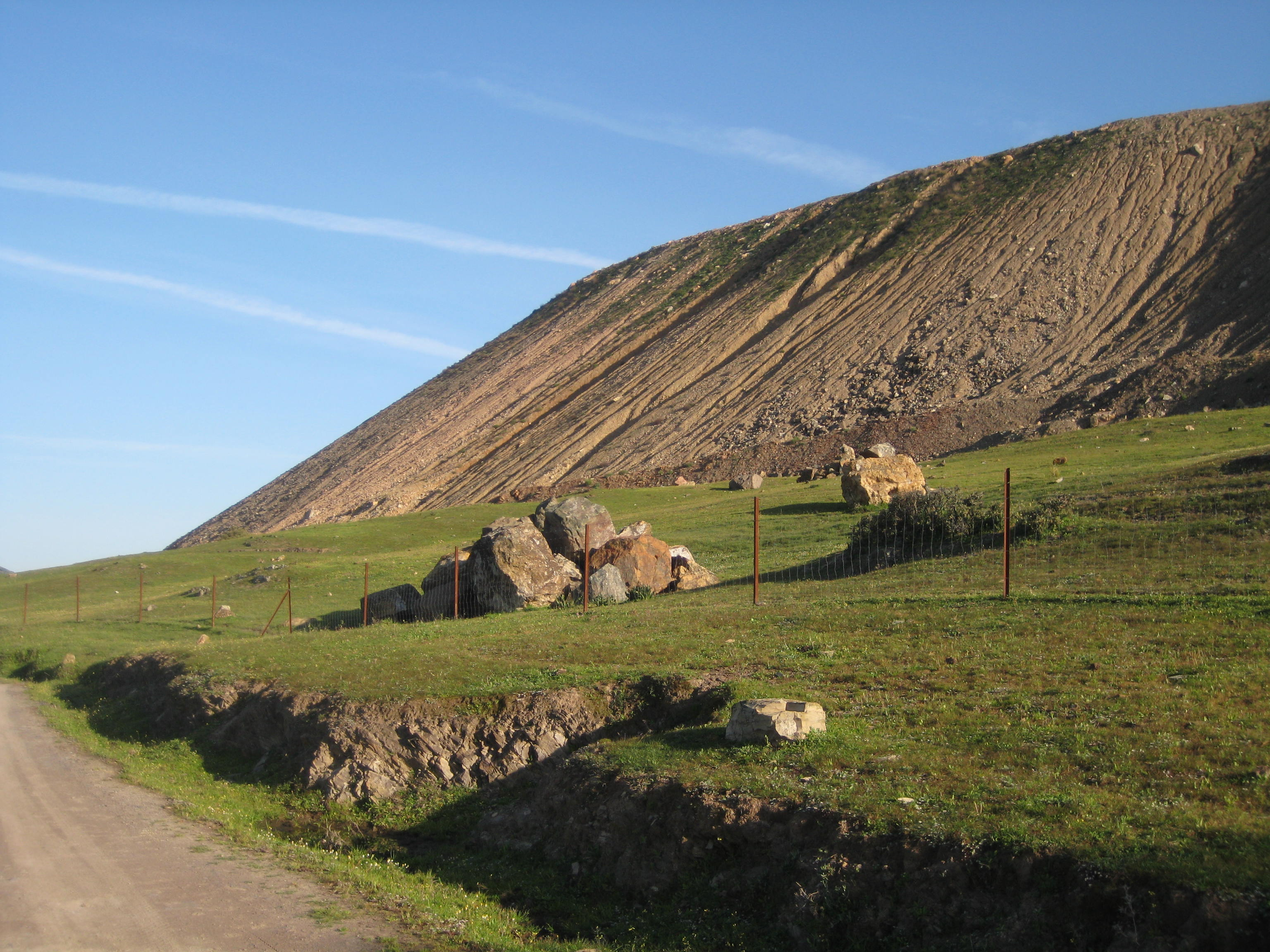
Escombreras de las minas de Cala.

Las minas de Cala son un yacimiento minero español situado dentro del término municipal de Cala, en la provincia de Huelva (Andalucía). Históricamente ha sido un importante productor de cobre y hierro, elementos que se obtenían a partir del tratamiento de las reservas de magnetita presente en la zona. Las explotaciones han estado activas en varias ocasiones desde el período de la Antigüedad a la Edad Contemporánea, si bien en la actualidad estas se encuentran inactivas.

## Características
Los yacimientos se encuentran situados al norte de la provincia de Huelva, a unos 4 kilómetros de Cala.
Las mineralizaciones de Cala poseen unas características que las diferencian de la tipología presente en los yacimientos de la Faja pirítica ibérica, geográficamente cercanos. En ambos casos son distintos los procesos geológicos que intervienen, tanto «en su génesis como en el tiempo de formación». En este caso, las mineralizaciones de cobre y hierro presentes en la zona de Cala se tratan propiamente de yacimientos tipo «Skarn», principalmente magnetitas, y están asociados con las formaciones carbonatadas que hay presentes en las estribaciones más occidentales de Sierra Morena.

## Historia
Existen evidencias materiales que apuntan a que las primeras labores mineras de cierta relevancia se remontan a la Edad del Bronce. Sería ya durante el período romano cuando se desarrollaron los trabajos de mayor importancia en el área de Cala, llegando este a ser un destacado centro productor de cobre que vivió su apogeo durante el siglo I d. C. ―entre las épocas augusta y flavia―. Las labores de extracción se realizaron mediante galerías subterráneas. Durante los siglos IV y V la mina volvió a tener cierta producción de cobre, pero esta cesó cuando se produjo el agotamiento de las mineralizaciones presentes en los niveles superiores de la capa terrestre. La actividad en época romana dejó una importante masa de escoriales, cuyo monto se ha calculado en 12.000 toneladas de escorias.
El agotamiento en época romana de los criaderos de cobre llevó a un cambio en el tratamiento de las magnetitas, explotándose la producción de hierro. Esta actividad se mantuvo vigente durante los períodos bajomedieval y moderno. Sería ya a finales del siglo XIX cuando se reinició la producción de cobre en las minas de Cala. Los yacimientos estuvieron bajo control de varios propietarios, pasando en 1900 a manos de la Sociedad Anónima Minas de Cala (SAMC). Esta compañía procedió a la construcción de una línea férrea de vía estrecha que enlazaba las explotaciones mineras con el río Guadalquivir, cerca de San Juan de Aznalfarache. El trazado tenía una longitud de 96 kilómetros y entró en servicio en 1905. Las minas de Cala vivieron su auge durante las primeras décadas del siglo XX. Entre 1970 y 1981 los yacimientos estuvieron nuevamente en activo bajo gestión de la empresa «Minera del Andévalo». Para entonces la explotación de las minas se realizaba a cielo abierto.
En 1983 las minas fueron adquiridas por la empresa pública Presur («Prerreducidos Integrados del Suroeste»), que formaba parte del Instituto Nacional de Industria. Un año después se reinició la actividad, cuya producción era tratada en una planta industrial que se encontraba en Cala. A partir de 2002 la explotación fue entrando en declive lentamente, hasta cesar las actividades completamente en 2010.